# Петрушевский, Дмитрий Моисеевич
Дми́трий Моисе́евич Петруше́вский (1 [13] сентября 1863, Кобриново, Звенигородский уезд, Киевская губерния, Российская империя — 12 декабря 1942, Казань, Татарская АССР, РСФСР, СССР) — украинский советский историк-медиевист, академик АН СССР (с 1929; членкор РАН с 1924), профессор Московского университета (1906—1911, 1917—1929), заслуженный профессор (с 1925). Главный труд — «Восстание Уота Тайлера».

## Биография
Родился в селе Кобриново Киевской губернии в семье священника. В 1873—1878 годах учился в прогимназии в Златополе Чигиринского уезда, затем — в киевской коллегии Павла Галагана, которую окончил в 1882 году. В том же году поступил на историко-филологический факультет Императорского Санкт-Петербургского университета, но через год перевёлся на историко-филологический факультет Киевского университета Св. Владимира. Учился под руководством И. В. Лучицкого и Ф. Я. Фортинского. После окончания университета в 1886 году, с апреля 1887 года был оставлен по представлению Лучицкого на кафедре всеобщей истории для подготовки к профессорскому званию.

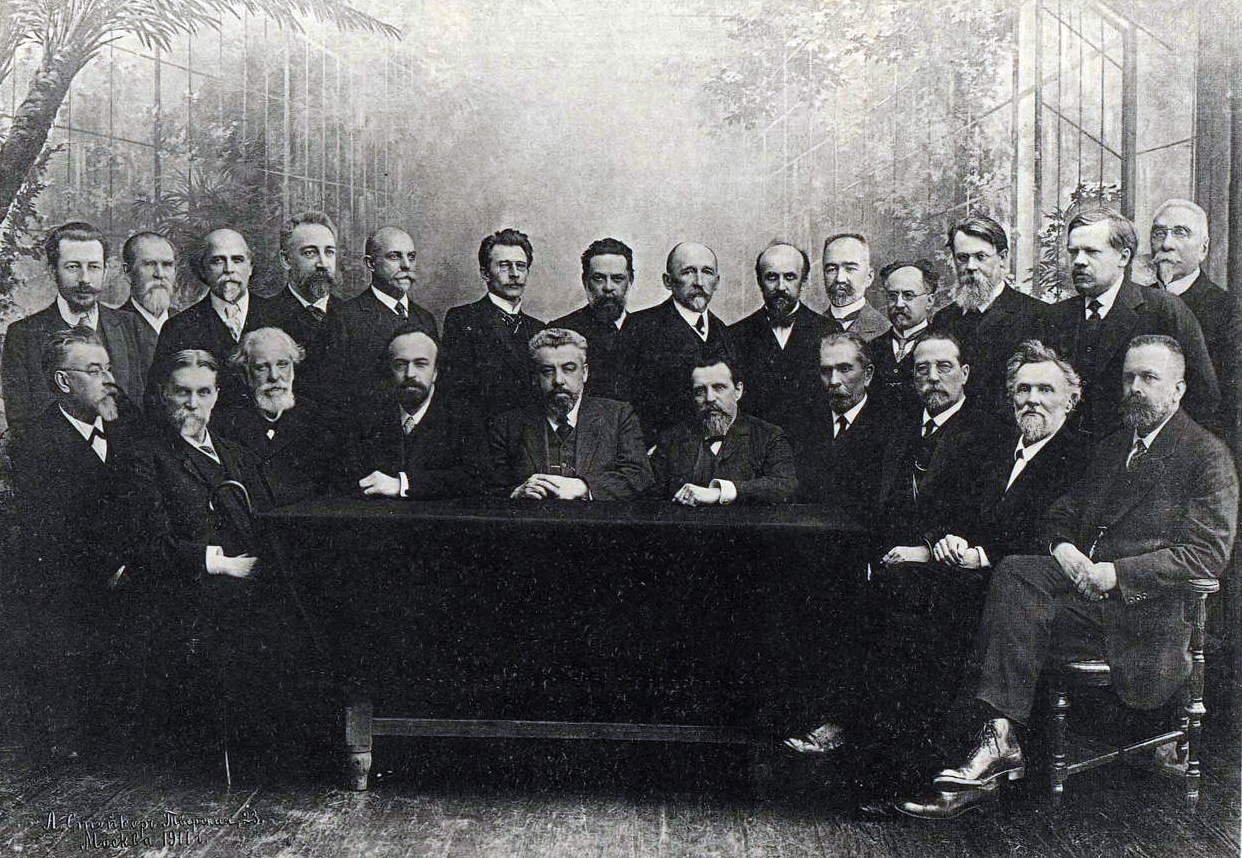
Профессора Московского университета (1911). Сидят: В. П. Сербский, К. А. Тимирязев, Н. А. Умов,
П. А. Минаков, М. А. Мензбир, А. Б. Фохт, В. Д. Шервинский, В. К. Цераский, Е. Н. Трубецкой.
Стоят: И. П. Алексинский, В. К. Рот, Н. Д. Зелинский, П. Н. Лебедев, А. А. Эйхенвальд, Г. Ф. Шершеневич, В. М. Хвостов, А. С. Алексеев, Ф. А. Рейн, Д. М. Петрушевский, Б. К. Млодзеевский, В. И. Вернадский, С. А. Чаплыгин, Н. В. Давыдов

В 1888 году был прикомандирован к Московскому университету. Осенью 1889 года сдал магистерский экзамен и был командирован за границу с целью сбора материала для диссертации по истории феодальной Англии. С весны 1893 года преподавал всеобщую историю на Коллективных уроках при Обществе воспитательниц и учительниц в Москве. В июле 1894 года, после прочтения пробных лекций, был принят приват-доцентом на кафедру всеобщей истории Московского университета. Занимался в университете на семинаре П. Г. Виноградова, его преемник на кафедре истории средних веков в Московском университете.
Защитив 1897 году магистерскую диссертацию в Киевском университете, перешёл на должность экстраординарного профессора в Императорский Варшавский университет. Докторскую диссертацию «Восстание Уота Тайлера. Очерки из истории разложения феодального строя в Англии» защитил в Московском университете в 1901 году и с 1902 года был ординарным профессором на кафедре всеобщей истории Варшавского университета. В 1904 г. ему присуждена «Большая премия Митрополита Макария» от Академии наук.
В 1906 году Д. М. Петрушевский избран ординарным профессором кафедры всеобщей истории Московского университета. Входил в Совет Общества имени А. И. Чупрова для разработки общественных наук. Одновременно с 1906 года он вёл лекционный курс и семинарские занятия на Высших женских курсах, где в 1907—1911 годах был деканом историко-филологического факультета. В 1909—1914 годах читал историю хозяйственного быта в Московском коммерческом институте, с сентября 1912 года — сверхштатный ординарный профессор по кафедре истории.
Покинул Московский университет (1911) в знак протеста против политики министра просвещения Л. А. Кассо. Преподавал всеобщую историю в Московском городском университете им. А. Л. Шанявского (1911—1917) и на Высших женских курсах.
С июля 1914 года — ординарный профессор Петроградского политехнического института.

### Послереволюционный период
Весной 1917 года вернулся в Московский университет в качестве ординарного профессора; заслуженный профессор (с 1925); преподавал на кафедре истории европейских и внеевропейских обществ (с 1921) и на этнологическом факультете по кафедре истории Запада (с 1927 года). При этом он много ездил с лекциями по другим городам, особенно часто был в Иваново-Вознесенске и некоторое время он даже исполнял должность декана исторического факультета в Иваново-Вознесенском педагогическом институте.
Был избран 6 декабря 1924 года член-корреспондентом РАН, а 12 января 1929 года — академиком АН СССР.
В 1920-е гг. был директором Института истории РАНИОН. В эти годы наметился переход Д. М. Петрушевского на позиции неокантианства: он стал рассматривать феодализм как исключительно политическое учреждение, не связанное с определёнными формами хозяйственной жизни; при этом он отрицал существование свободной общины и проповедовал извечность частной собственности и социального неравенства у древних германцев.
С 1929 года он занимался только научной деятельностью, так как Институт истории РАНИОН был закрыт; в МГУ он работал по совместительству. Старший научный сотрудник Института истории АН СССР (1937—1942).
В своих вышедших в 1928 г. «Очерках из экономической истории средневековой Европы», во введении Петрушевский высказался в поддержку неокантианской гносеологии Риккерта и Вебера, следствием чего, как отмечают, стала кампания по дискредитации учёного.
В 1930-е годы он стал «изгоем от науки». Начиная с критики его книги «Очерки из экономической истории Западной Европы», в течение всей его дальнейшей жизни и даже после смерти Петрушевский подвергался критике официальной наукой, и только в 1958 году в статье Б. Г. Могильницкого была предпринята попытка объективно оценить научное творчество Петрушевского. Именно он также впервые в России обратился к городской истории в историографическом аспекте. Арон Яковлевич Гуревич указывал, что именно от Петрушевского советские медиевисты восприняли «технику конкретно-исторического исследования». М. В. Мандрик отмечает, что «Д. М. Петрушевский был известен в различных областях исторического знания; в частности, его интересовали вопросы историографии и методология истории, античность и история нового времени, не оставил он без внимания и историю русского феодализма. Д. М. Петрушевский относился к редкой категории историков-универсалов и сумел сохранить и укрепить не только московскую медиевистику, в которой он занял одно из ведущих мест, но и московскую историческую школу в целом».
Умер в эвакуации в Казани, похоронен на Арском кладбище. На вечере его памяти, устроенном в Казанском университете, Е. В. Тарле отметит: «…В лице Дмитрия Моисеевича Петрушевского Россия потеряла одного из самых выдающихся за последние полвека историков, давно уже пользовавшегося мировой учёной репутацией». В 1946 году был опубликован посвященный его памяти II том «Средних веков». В 1955 году в том же издании статьей «о принципиальной чуждости буржуазного ученого Петрушевского советской медиевистике» отметился А. И. Данилов.

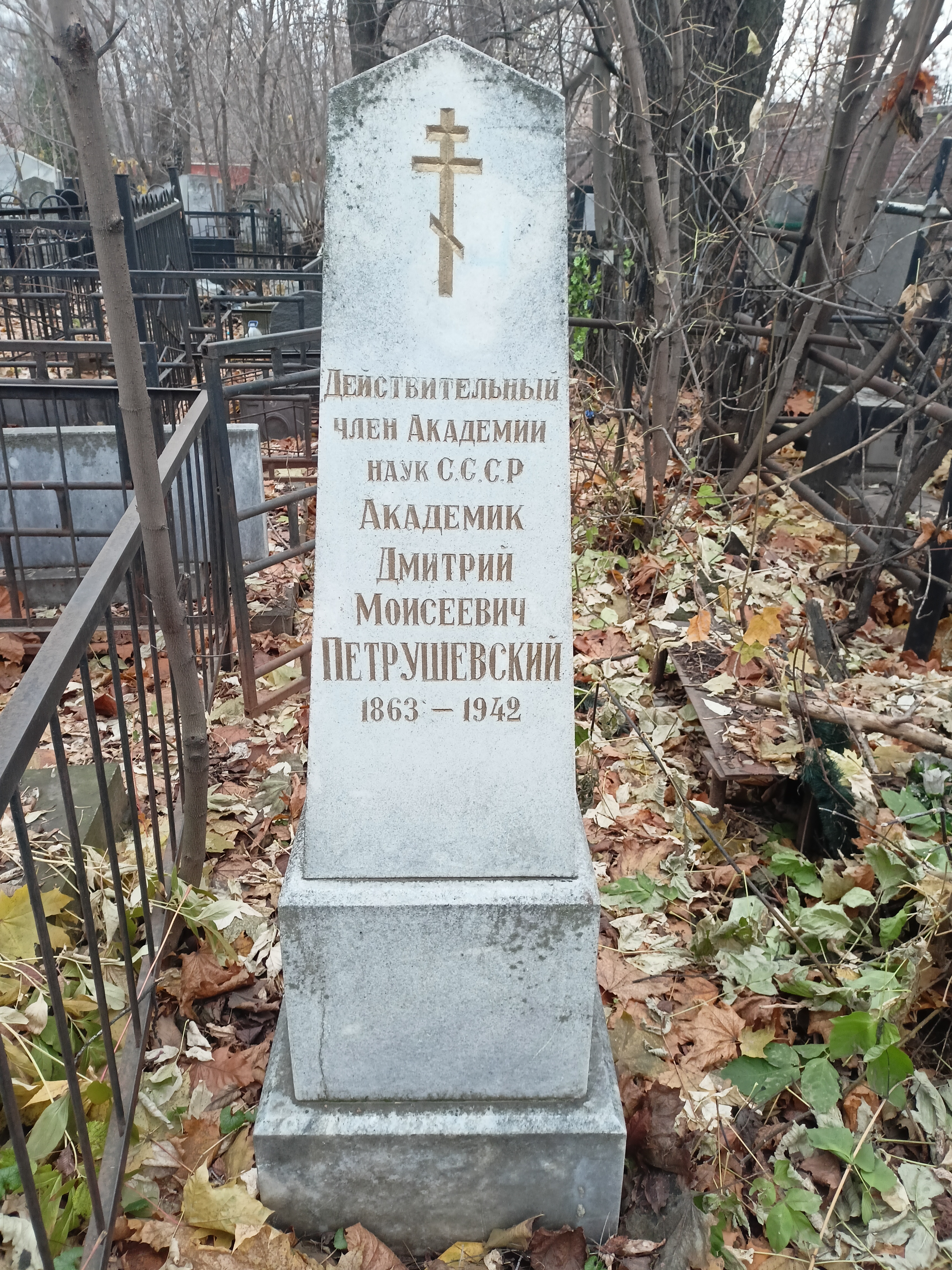
Могила Д. М. Петрушевского на Арском кладбище Казани

## Публикации
Большую часть своей научной жизни посвятил исследованию социально-экономической истории Англии в Средние века. В работе «Восстание Уота Тайлера» Петрушевский дал анализ английского манора XIII—XIV веков и причин его разложения, а также нарисовал яркую картину восстания. В «Очерках из истории английского государства и общества в средние века» он уделил внимание проблеме генезиса феодализма. Для лучшего изучения этих проблем историк предпринимал поездки в Лондон в конце 1880-х и 1890-х, где работал в Британском музее. В «Памятниках истории Англии» Петрушевский перевёл множество средневековых манускриптов: Анналы Уэйверлийского монастыря, Вальтер из Хеминбурга и другие.
- Рабочее законодательство Эдуарда III. — Киев: тип. Имп. Ун-та св. Владимира, 1889. — 43 с.
- «Новое исследование о происхождении феодального строя» (СПб., 1892).
- «Общество и государство у Гомера» (М., 1896; 2-е изд. 1913)
- Восстание Уота Тайлера. Очерки из истории разложения феодального строя в Англии (Ч. 1-2. — СПб.; М., 1897—1901; 2-е изд. — 1914; 4-е вновь просм. изд. — М.: Соцэкгиз, 1937).
- Университетские и социальные поселения : [Сб. ст. Ольдена, Бернета, Скотти и др.] / Пер. с англ. Е. С. Петрушевской, под ред. проф. Д. М. Петрушевского. — СПб.: типо-лит. Б. М. Вольфа, 1901. — [4], 244 с.
- Очерки из истории английского государства и общества в средние века. — М., 1903; 4-е изд., вновь испр. и доп. — М.: Соцэкгиз, 1937.
- «Великая хартия вольностей» (б. г., [2-е изд., 1905])
- Очерки из истории средневекового общества и государства. — М., 1907; ; 4-е изд. 1917; М., 1937; М., 2003.
- Великая хартия вольностей и конституционная борьба в английском обществе во второй половине XIII в. 2-е изд. М., 1918.
- Очерки из экономической истории средневековой Европы. — М., 1928.
- Памятники истории Англии XI—XIII вв. / Пер. и введение Д. М. Петрушевского. — М., 1936.
- Уильям Ленгленд. Видение Уильяма о Петре-пахаре / Вступ. ст., перевод и примечания Д. М. Петрушевского. — М.; Л., 1941.